# (38740) 2000 QC152
2000 QC152 (asteroide 38740) é um asteroide da cintura principal. Possui uma excentricidade de 0.13119900 e uma inclinação de 1.74111º.
Este asteroide foi descoberto no dia 26 de agosto de 2000 por LINEAR em Socorro.